# 好谷東漢石表
好谷東漢石表位於四川省涼山州昭覺縣，文物遺址年代判定為東漢。2002年12月27日公佈為四川省第六批省級文物保護單位。